# Fauteuil

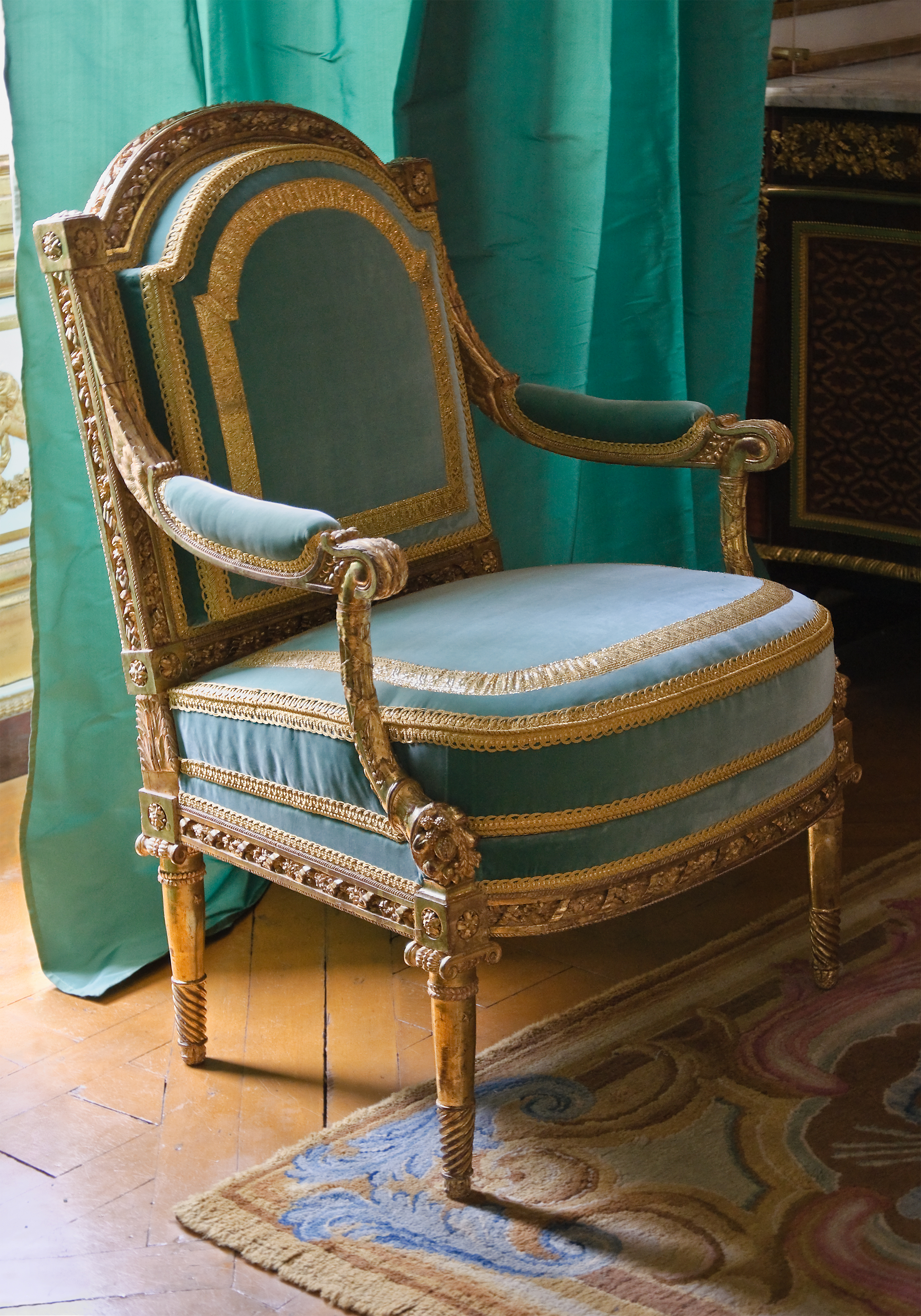
Fauteuil de época Luís XVI fabricado por Georges Jacob (1739-1814) para a sala dourada de Maria Antonieta, no palácio de Versailles.

Um fauteuil é uma poltrona de braços com o quadro em madeira exposto, originário de França durante a primeira parte do século XVII.
Os fauteuils são feitos em madeira, frequentemente talhada para ornamentação. O assento, o encosto e os braços são normalmente estofados.  Os elementos de madeira podem ser dourados ou pintados. Sendo antepassados dos caquetoire, das cadeiras com braços ou dos faudesteuil renascentistas, foi apenas em 1636 que o termo fauteuil entra no vocabulário em França. Na corte, a escolha dos assentos seguia uma ordem hierárquica: o fauteuil era reservada para o aos seus convidados de prestígio, a cadeira ou tamborete reforçada aos príncipes reais e convidados, o tamborete e a cadeira desdobrável às princesas, duques e pares do reino, a almofada colocada no chão aos membros menores da corte.

## Galeria de fotografias

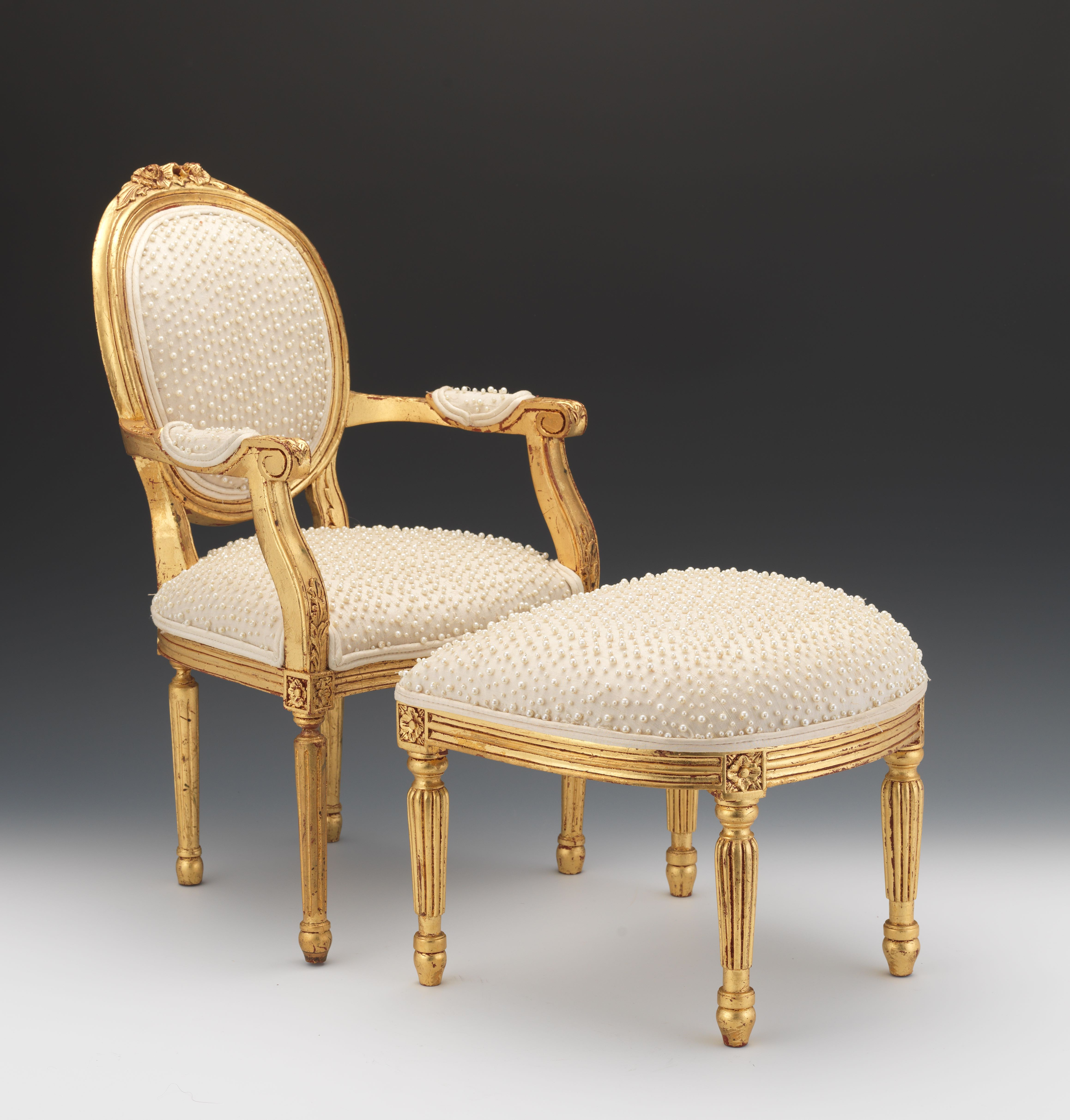
Fauteuil estilo Luís XVI dourado, com pérolas falsas e otomana.
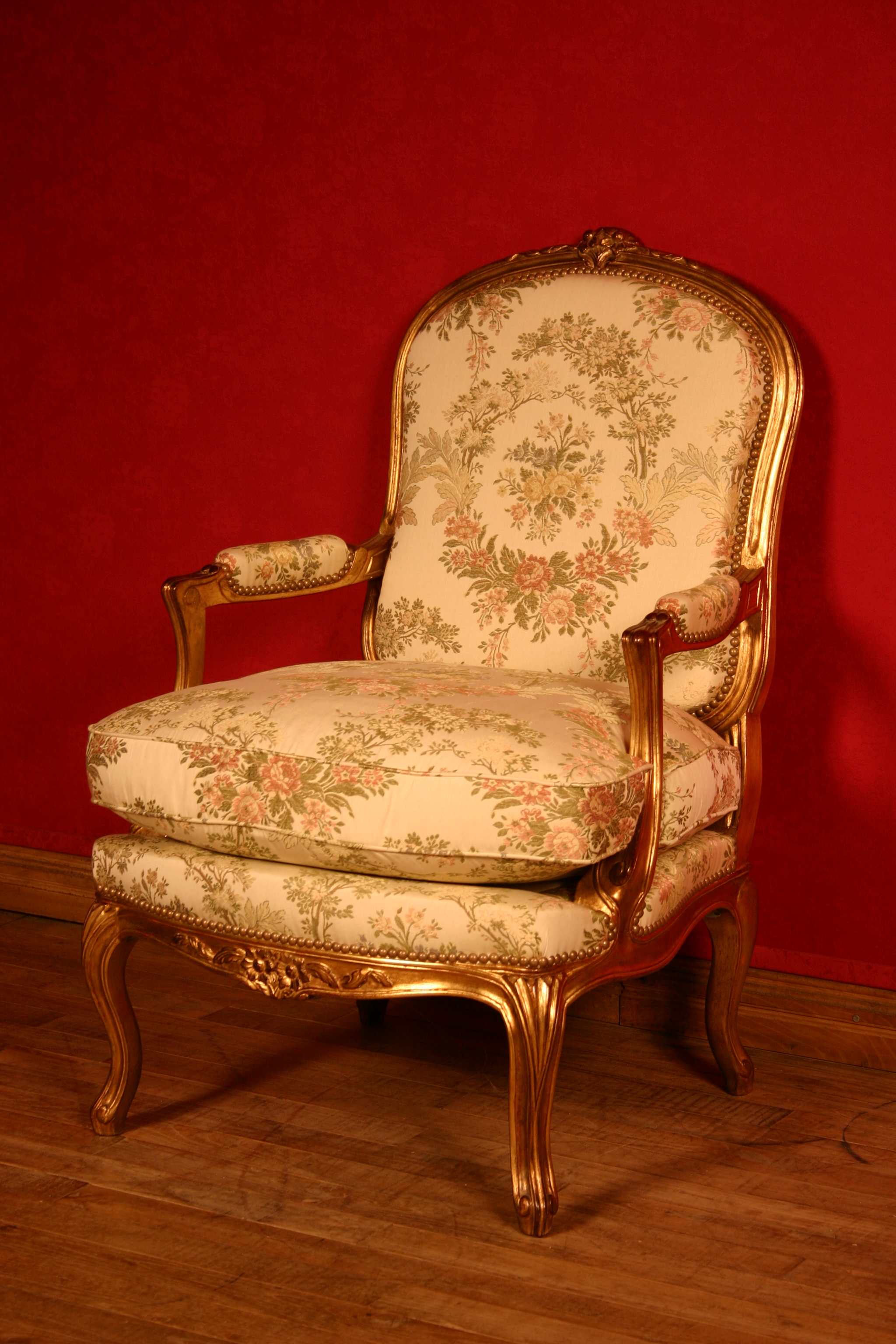
Fauteuil com almofada "Montespan" fabricado pelos Ateliers Allot Frères.
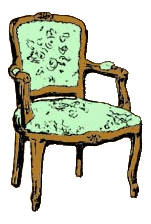
Fauteuil cabriolet
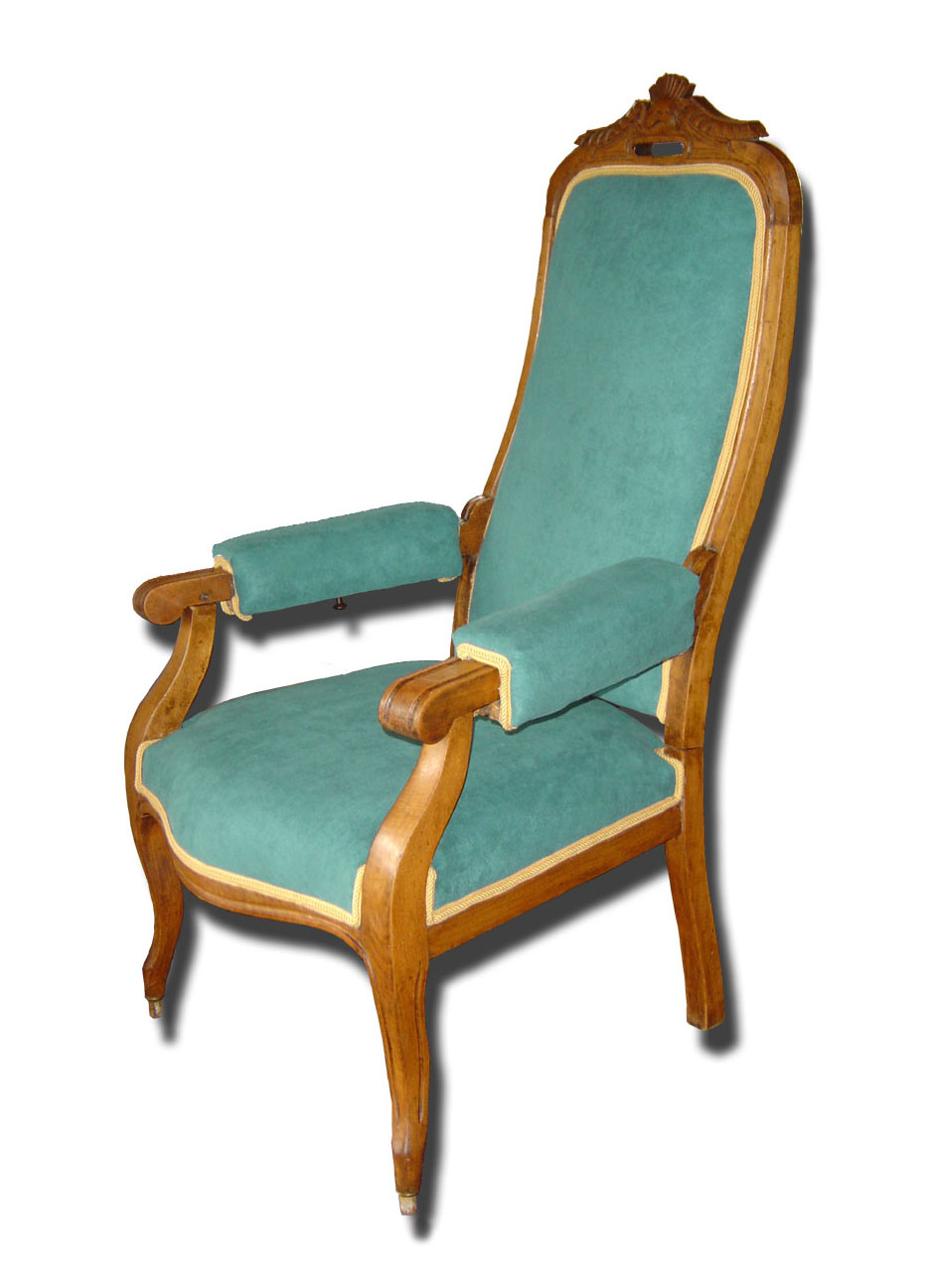
Fauteuil Voltaire
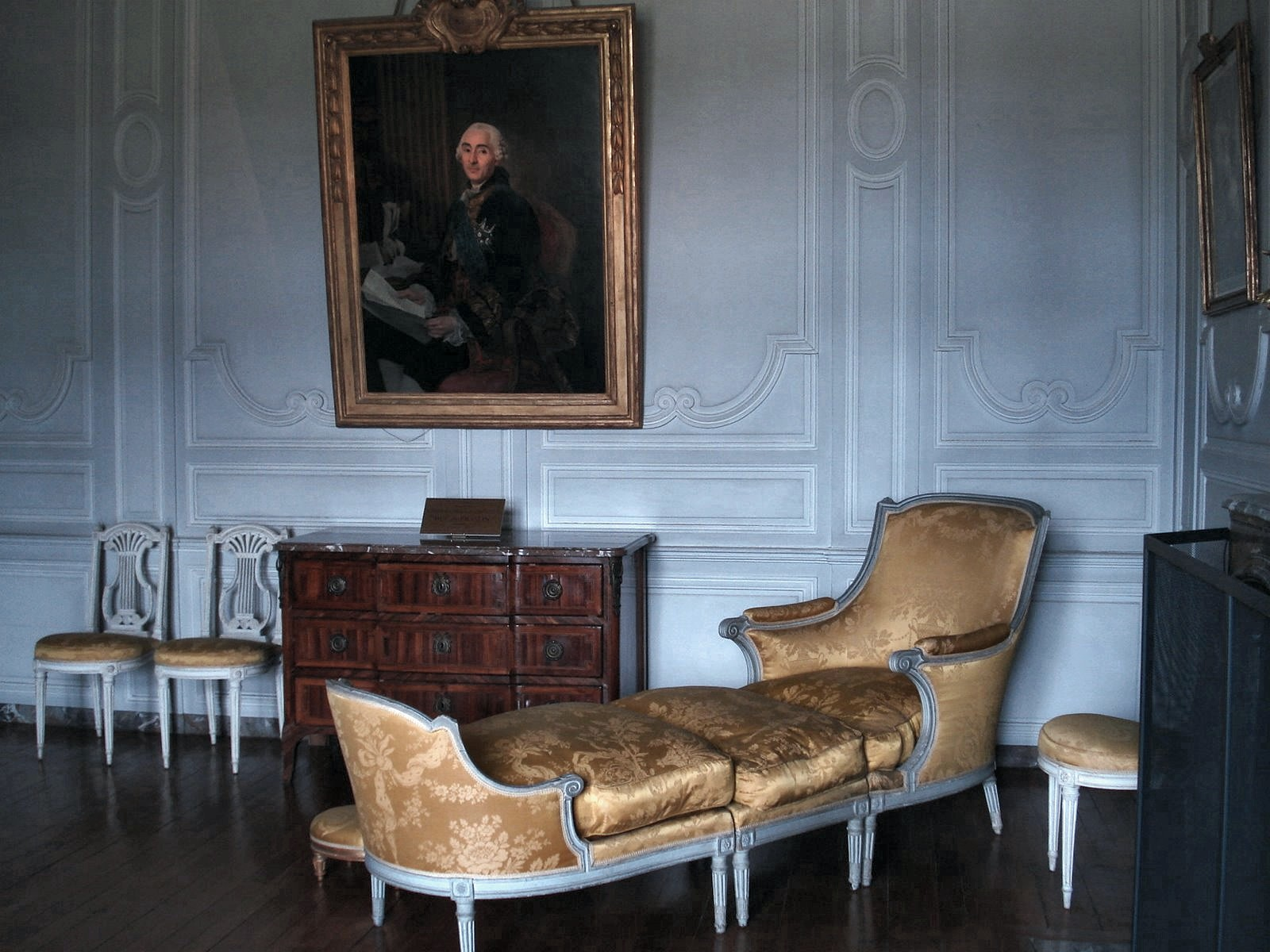
Duchesse dividido em três partes
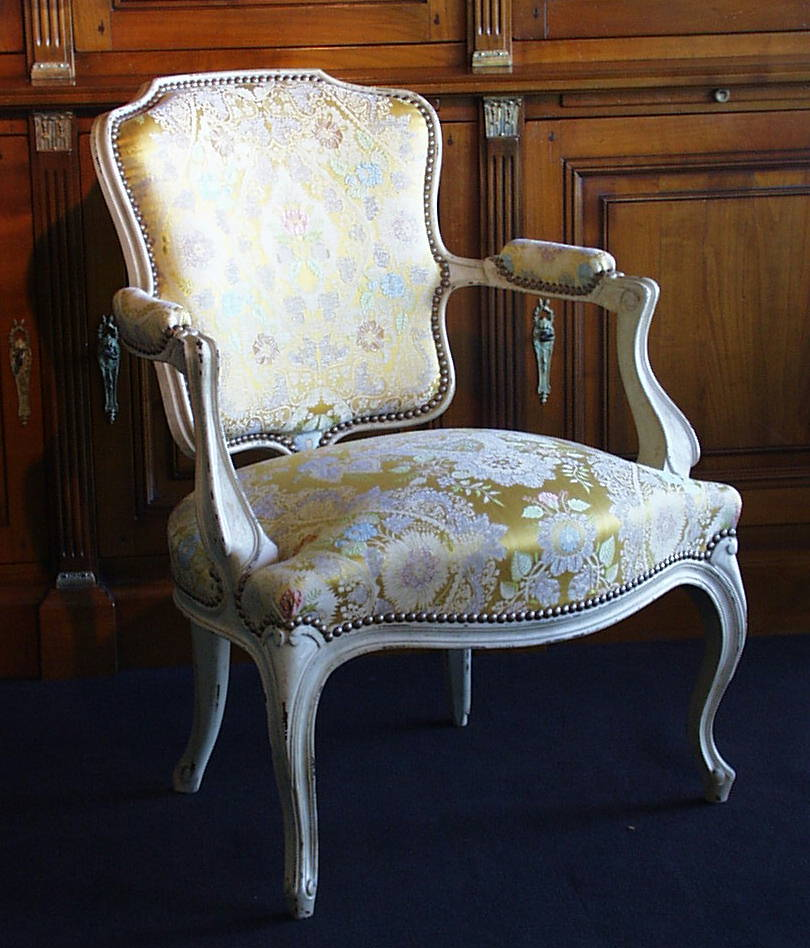
Fauteuil cabriolet "Malestroit" fabricado pelos Ateliers Allot Frères.
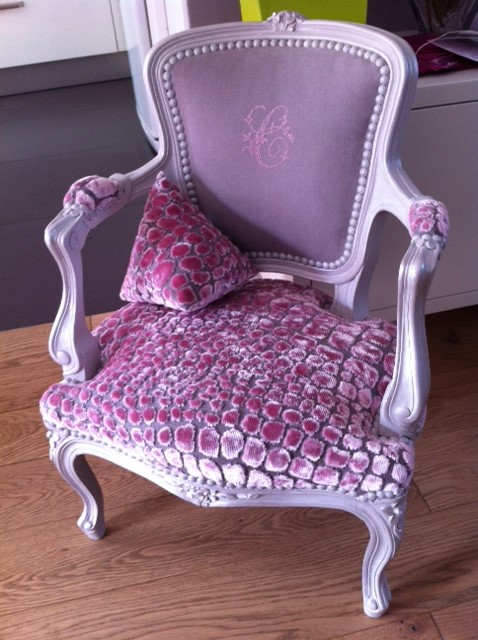
Fauteuil Luís XV para criança fabricado por Blandine Le Mené, Nantes, França